# Danielle Steel

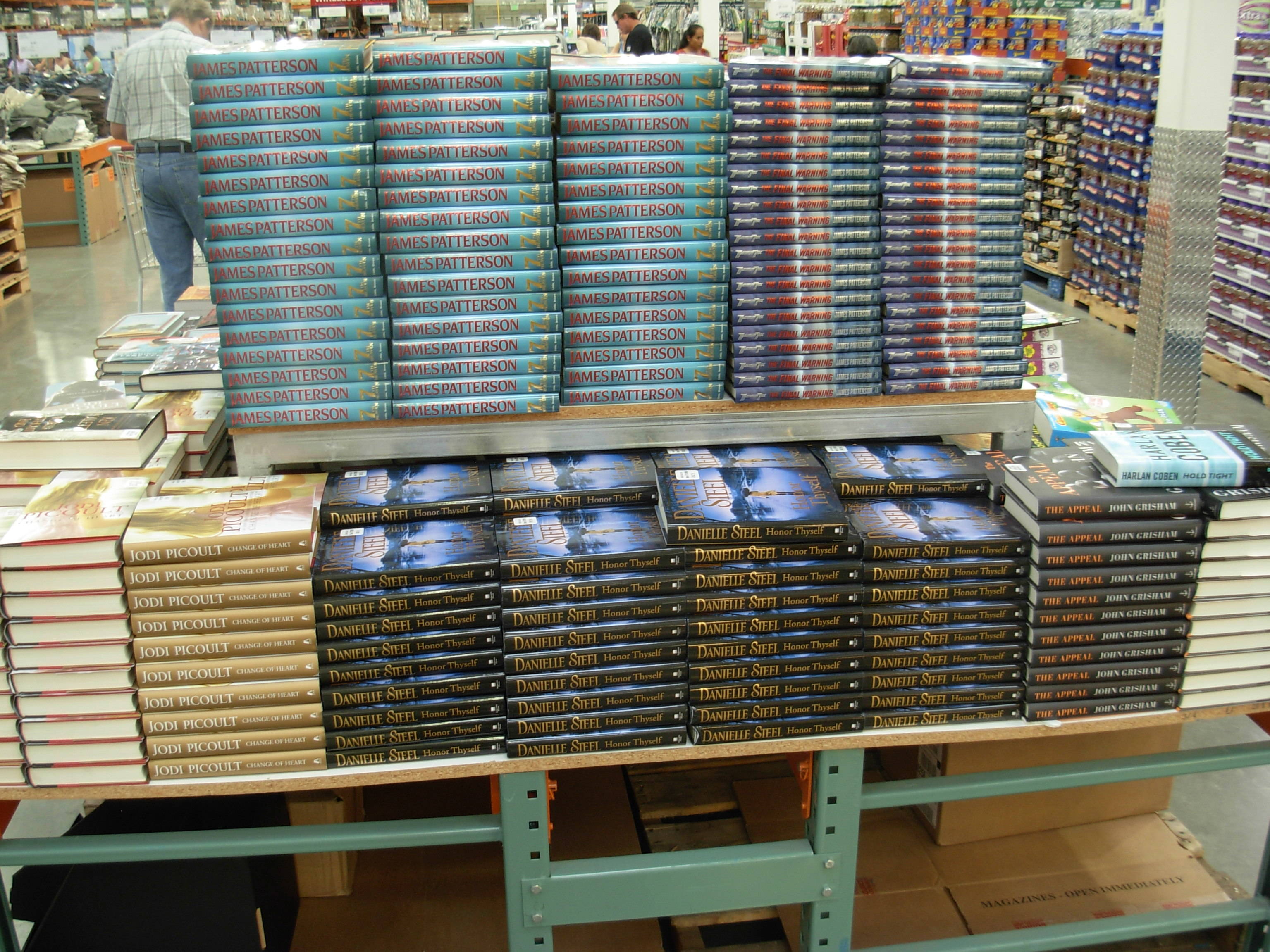
Livros de Danielle Steel empilhados em livraria em 2008

Danielle Fernandes Dominique Schuelein-Steel, ou Danielle Steel (Nova Iorque, 14 de Agosto de 1947) é uma escritora americana e seus livros estão entre os mais vendidos do mundo.
É muito conhecida por suas histórias de dramas românticos e já vendeu aproximadamente 600 milhões de cópias dos seus livros, traduzidos em 28 línguas e vendidos em 47 países. Os seus romances estiveram na lista de best-sellers do New York Times mais de 39 semanas consecutivas e 22 foram adaptados para cinema. Em 2001 ela foi considerada uma das "30 Mulheres mais Poderosas da América" pelo Ladies' Home Journal. [carece de fontes?]

## Biografia
Danielle Steel nasceu em 14 de agosto de 1947, em Nova Iorque, EUA, porém passou a maior parte da sua infância na França. Sua mãe chamava-se Norma da Câmara Stone dos Reis e era filha de um diplomata português.
Desde muito cedo interessa-se por literatura, e durante sua adolescência escreveu poesias. Editou seu primeiro romance em 1973, de título Going Home (O Apelo do Amor). Com o seu quarto romance, The Promisse (O Segredo de uma Promessa), lançado em 1978, Danielle obtém o indestronável estatuto de autora de best-sellers tendo editado mais de 60 romances.
Mãe de nove filhos e casada por cinco vezes, Steel viveu períodos de agitação sentimental. Em 1998 edita o livro Brasil: O Brilho de sua Luz / Portugal: A luz que brilha: a história do meu filho(His Bright Light), sobre a vida e morte de seu filho, Nicholas Traina. Diagnosticado com transtorno bipolar e usuário de drogas, Nicholas suicidou-se em 1997. Criou e preside à Fundação Nick Traina, que apoia projetos de saúde mental, bem como à Associação Yo! Anjo!, onde prestou ajuda a pessoas sem abrigo, durante 11 anos. Conta esta experiência no livro Brasil: A Casa na Rua Esperança / Portugal: A Casa na Rua da Esperança.

## Obras

### Romances
- 1973 Brasil: O Apelo do amor  - no original Going Home
- 1977 Passion's Promise - republicado em 1979 com o título Golden Moments
- 1978 Agora e Sempre - no original Now and Forever
- 1978 O Segredo de uma Promessa - com base no roteiro escrito por Garry Michael White - no original The Promise
- 1979 Doces Momentos - no original Golden Moments
- 1980 Brasil: Momentos de Paixão / Portugal: Tempo para amar - no original Season Of Passion
- 1980 Final de Verão - no original Summer's End
- 1980 Brasil: O Anel de Noivado / Portugal: O Anel - no original The Ring (livro)
- 1981 Brasil: Galope de Amor / Portugal: Palomino - no original Palomino (livro)
- 1981 Amar de Novo - no original To Love Again
- 1981 Brasil: Relembrança / Portugal: - - no original Remembrance
- 1981 Brasil: A Ventura de Amar / Portugal: Amar - no original Loving
- 1982 Brasil: Uma Só Vez na Vida / Portugal: Uma vez na vida - no original Uma Só Vez na Vida
- 1982 Brasil: Passageiros da Ilusão / Portugal: - - no original Crossings
- 1983 Brasil: Um Desconhecido / Portugal: A Desconhecida - no original A Perfect Stranger
- 1983 Brasil: Casa Forte / Portugal: A mansão Thurston - no original Thourston House
- 1983 Brasil: Mudanças / Portugal: Transformações - no original Changes (livro)
- 1984 Brasil: Um Amor Consquistado / Portugal: Círculo Fechado - no original Full Circle (livro)
- 1985 Álbum de Família - no original Álbum de Família
- 1985 Brasil: Segredos de Amor / Portugal: Segredos - no original Secrets
- 1986 Brasil: Ânsia de Viver / Portugal: - - no original Wanderlust (livro)
- 1987 Brasil: O Preço do amor / Portugal: - - no original Fine Things
- 1987 Brasil: Caleidoscópio / Portugal: - - no original Kaleidoscope (livro)
- 1988 Zoya
- 1989 Brasil: O Brilho da Estrela / Portugal: Estrela - no original Star
- 1989 Brasil: - / Portugal: Querido Papá - no original Daddy (livro)
- 1990 Brasil: Mensagem de Saigon / Portugal: Mensagem do Vietname - no original Message From Nam
- 1991 Brasil: Vale a Pena Viver / Portugal: Uma Paixão Heartbeat (livro)
- 1991 Brasil: Amor Sem Igual / Portugal: Um amor imensoNo Greater Love
- 1992 Jóias - no original Jewels
- 1992 Brasil: Tudo Pela Vida / Portugal: O Preço da Felicidade - no original Mixed Blessings
- 1993 Brasil: Desaparecido / Portugal: - - no original Vanished (livro)
- 1994 Acidente - no original Acidente
- 1994 Brasil: O Presente / Portugal: A dádiva- no original The Gift (Steel)
- 1994 Asas - no original Wings
- 1995 Brasil:  / Portugal: Destino - no original Lightning
- 1995 Cinco Dias em Paris - no original Five days in Paris
- 1996 Brasil: Maldade / Portugal: Malícia Malice (livro) - no original Malice
- 1996 Brasil: Honra Silenciosa / Portugal: A Honra do Silêncio - no original Silent Honor
- 1997 O Rancho - no original The Ranch
- 1997 Brasil: Entrega Especial / Portugal: Renaissance - no original Special Delivery
- 1997 Brasil: O Fantasma / Portugal: - - no original The Ghost
- 1998 Um Longo Caminho Para Casa - no original The Long Road Home
- 1998 Brasil: Klone e Eu / Portugal: O Clone e eu - no original The Klone and I
- 1998 Brasil: Imagem no Espelho / Portugal: A Imagem no Espelho - no original Mirror Image
- 1999 Brasil: Meio Amargo / Portugal: Amargo e Doce Amor - no original Bittersweet
- 1999 Brasil: Segredos do Passado / Portugal: A Avó Dan - no original Granny Dan
- 1999 Forças Irresistíveis - no original Irresistible Forces
- 2000 O Casamento - no original The wedding
- 2000 Brasil: A Casa na Rua Esperança / Portugal: A Casa na Rua da Esperança - no original A Casa na Rua Esperança
- 2000 Brasil: A Jornada / Portugal: A Viagem - no original A Jornada
- 2001 A Águia Solitária - no original Lone Eagle
- 2001 Mergulho no Escuro - no original Leap Of Faith
- 2001 O Beijo - no original The kiss
- 2002 Brasil: O Chalé / Portugal: O Palacete- no original The Cottage
- 2002 Pôr-do-Sol em Saint Tropez - no original Sunset in St. Tropez
- 2002 Preces Atendidas - no original Answered Prayers
- 2003 Brasil: O Jogo do Namoro / Portugal: Jogos de Sedução - no original Dating Game
- 2003 Brasil: O Anjo da Guarda / Portugal: - - no original Johnny Angel
- 2003 Porto Seguro - no original Safe Harbour
- 2004 Resgate - no original Ransom
- 2004 Segunda Chance - no original Second Chance
- 2004 Brasil: Ecos / Portugal: Ecos do passado - no original Echoes (livro)
- 2005 Impossível - no original Impossible (livro)
- 2005 Miracle - no original Miracle
- 2005 Solteiros incorrigíveis - no original Toxic Bachelors
- 2006 A Casa - no original The House
- 2006 Coming Out
- 2006 H.R.H.
- 2007 Irmãs - no original Sisters
- 2007 Hotel Hollywood - no original Bungalow 2
- 2007 Vidas cruzadas - no original Amazing Grace (livro)
- 2008 A honra - no original Honor Thyself
- 2008 O sedutor - no original Rogue
- 2008 Uma mulher de coragem - no original A Good Woman
- 2009 Um dia de cada vez - no original One Day at a Time
- 2009 Assuntos do coração - no original Matters Of The Heart
- 2009 Mistérios do Sul - no original Southern Lights
- 2010 First Sight
- 2010 Laços familiares - no original Family ties
- 2010 Grande mulher - no original Big girl
- 2011 Hotel Vendôme - no original Hotel Vendome
- 2011 Feliz aniversário - no original Happy Birthday
- 2011 A Casa de Charles Street - no original 44 Charles Street
- 2012 Amigos para sempre - no original Friends Forever
- 2012 Os Pecados da Mãe - no original The Sins of the Mother
- 2013 Até ao fim dos tempos - no original Until the end of time
- 2013 À Primeira Vista - no original First Sight
- 2014 Uma Vida Perfeita - no original A Perfect Life
- 2014 O Jogo do Poder - no original Power Play
- 2014	A Perfect Life
- 2014	A Coragem de Pégaso - no original Pegasus
- 2015	Prodigal Son
- 2015	Country
- 2015	Undercover
- 2015	Precious Gifts
- 2016	Blue
- 2016	Property of a Noble Woman
- 2016	The Apartment
- 2016	Magic
- 2016	Rushing Waters
- 2016	The Award
- 2017	The Mistress
- 2017	Dangerous Games
- 2017	Against All Odds
- 2017	The Duchess
- 2017	The Right Time

### Não-ficção
- 1984 Love: Poems
- 1984 Having a Baby
- 1998 Brasil: O Brilho de sua Luz / Portugal: A luz que brilha: a história do meu filho - no original His Bright Light
- 2013 Alegria pura: os cães que amamos - no original Pure Joy: The Dogs We Love

### Livros Infantis

#### Série "Max & Martha"
- 1989 Martha's New Daddy
- 1989 Max and the Babysitter
- 1989 Martha's Best Friend
- 1989 Max's Daddy Goes to the Hospital
- 1989 Max's New Baby
- 1989 Martha's New School
- 1990 Max Runs Away
- 1990 Martha's New Puppy
- 1991 Max and Grandma and Grampa Winky
- 1991 Martha and Hilary and the Stranger

#### Série "Freddie"
- 1992 Freddie's Trip
- 1992 Freddie's First Night Away
- 1992 Freddie and the Doctor
- 1992 Freddie's Accident